# White Russian Records
White Russian Records is een Nederlands onafhankelijk platenlabel dat zich richt op punkmuziek, en met name op melodieuze punk en poppunk. Het label geeft muziek uit op cd, vinyl, cassette, en als muziekdownload.
Het label werd opgericht in 2005 in Eindhoven maar werd na het uitgeven van enkele muziekalbums opgeheven. In 2008 werd het punklabel opnieuw opgericht en is sindsdien actief. Bij het label spelen voornamelijk Nederlandse bands, maar ook bands die elders uit Europa komen.

## Bands
- The 101's
- AllunderAge
- Arrow Minds
- Black Art
- Bright Lights
- Call It Off
- Charades
- Colors Dead Bleed
- Daniel Brooke
- Dead Giveaway
- Discourse Avenue
- Edward in Venice
- Five Years Later
- GIRLSGIRLSGIRLS
- Ghost Years
- Harsh Realms
- Hesperian
- Holly Would Surrender
- I Against I
- Jetlag Jenny
- Junkyard Safari
- The Kendolls
- Long Way Down
- The Lowest Standard
- Manu Armata
- March
- Meet The Storm
- The Morning Hour
- New Pokerface
- Note to Amy
- Noyalty
- LineOut
- Ravenna
- Run Like Hell
- Said and Done
- Screw Houston
- Sending Lights
- Sleeper
- Slow Crush
- Smash The Statues
- Spastik Spankers
- States and Empires
- Striking Justice
- Summersile
- Sundays